# Pontinus sierra
Pontinus sierra är en fiskart som först beskrevs av Gilbert, 1890.  Pontinus sierra ingår i släktet Pontinus och familjen Scorpaenidae. IUCN kategoriserar arten globalt som livskraftig. Inga underarter finns listade i Catalogue of Life.